# Edwin Meese

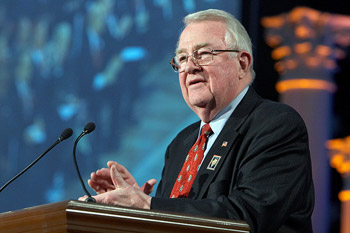
Edwin Meese

Edwin Meese III (* 2. Dezember 1931 in Oakland, Kalifornien) ist ein US-amerikanischer Politiker (Republikanische Partei). Er war unter Ronald Reagan von 1985 bis 1988 der 75. Justizminister der Vereinigten Staaten.

## Laufbahn
1953 absolvierte Meese das Undergraduate Programm der Yale University. Er besuchte erfolgreich die Law School der University of California, Berkeley. Zunächst war er Staatsanwalt (Assistant District Attorney) im Alameda County und ging in dieser Funktion rigoros gegen Anti-Vietnamkriegs-Demonstranten vor. 1967 wurde er Mitarbeiter im Büro von Gouverneur Reagan. Dort war er von 1967 bis 1968 Referent für rechtliche Angelegenheiten, danach bis 1974 Stabschef des Gouverneurs.
In dieser Position war Meese wesentlich an der Entscheidung beteiligt, die Studentenproteste im People's Park in Berkeley am 15. Mai 1969 niederzuschlagen. Polizisten töteten einen Demonstranten, mehr als hundert weitere wurden teils schwer verletzt. Meese wurde in der Folge angelastet, zur Eskalation der Lage beigetragen zu haben. Entgegen der Empfehlung des Stadtrates riet er Reagan, über Berkeley den Ausnahmezustand zu verhängen, was zu einer zweiwöchigen Besetzung der Stadt durch die Nationalgarde führte.
Nach dem Ende von Reagans Amtszeit als Gouverneur arbeitete Meese von Januar 1975 bis Mai 1976 als für die Verwaltung zuständiger Vizepräsident bei Rohr Industries in Chula Vista (Kalifornien). Danach zog er nach San Diego County, um dort eine private Anwaltskanzlei zu eröffnen. Von 1977 bis 1981 war er Professor für Recht an der katholischen University of San Diego (USD), wo er auch als Direktor des Zentrums für Strafrechtpolitik und -management arbeitete.

### Justizminister und Iran-Contra-Affäre

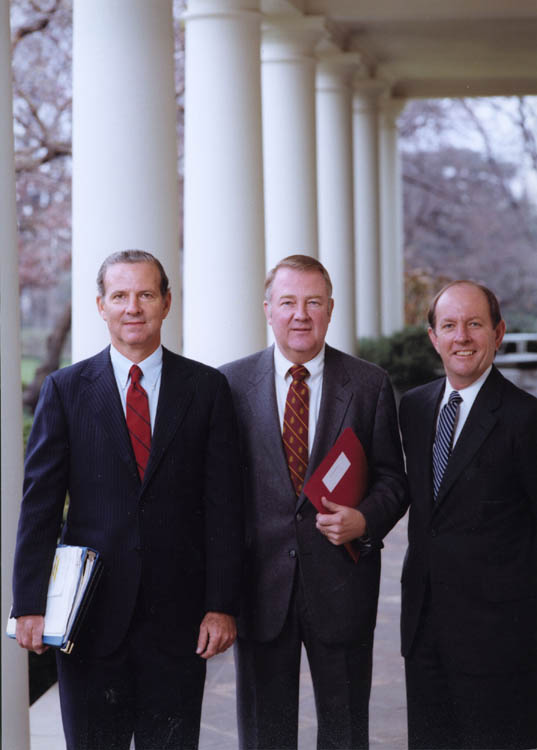
Reagans „Troika“, von links nach rechts: Stabschef des Weißen Hauses James Baker, Berater des Präsidenten Edwin Meese und Vize-Stabschef Michael Deaver (2. Dezember 1981)

Während des Präsidentschafts-Wahlkampfes 1980 war Meese Stabschef und erster Berater für Reagan und dessen Kandidaten als Vizepräsident, George Bush. Nach der Wahl war er führend an den Neuerungen unter Präsident Reagan beteiligt. Er wurde sein Rechtsberater, war Mitglied des Kabinetts und gehörte von 1981 bis 1985 dem Nationalen Sicherheitsrat an.
Von Februar 1985 bis August 1988 war Meese US-Justizminister (Attorney General). Seine Amtsführung war sehr umstritten. 1985 sorgte eine Rede für Aufsehen, in der er eine „Jurisprudenz der ursprünglichen Beweggründe“ (jurisprudence of original intent) forderte und den Obersten Gerichtshof kritisierte, der seiner Ansicht nach von den ursprünglichen Ideen der Verfassung abgewichen sei.
Im Juli 1986 wurde der Schlussbericht der so genannten Meese Commission veröffentlicht, einer Kommission des Justizministers zur Untersuchung von Pornografie in den USA (Attorney General's Commission on Pornography). Der Bericht setzte sich sehr kritisch damit auseinander und wurde selbst wiederum in der Öffentlichkeit heftig kritisiert. Vertreter der Kommission nahmen im Verlauf des Jahres Kontakt mit Handelsketten auf und erreichten, dass Magazine wie Playboy und Penthouse aus den Regalen verschwanden. Diese Kampagne wurde zunächst in den gesamten USA durchgeführt, letztlich aber unter Berufung auf den 1. Zusatzartikel zur Verfassung der Vereinigten Staaten (Redefreiheit, Pressefreiheit) per Gerichtsentscheid beendet.
Vor allem stieß Meese' Rolle in den Untersuchungen der Iran-Contra-Affäre auf Kritik, wo er eher als Berater und Freund des Präsidenten handelte und weniger als höchster Justizbeamter des Landes. Im offiziellen Schlussbericht des Untersuchungsausschusses des Kongresses zur Iran-Contra-Affäre steht in Kapitel 31 über seine direkte Beteiligung: „Meese wusste, dass die HAWK-Transaktion 1985, an der der Nationale Sicherheitsrat und die Central Intelligence Agency, ohne eine Genehmigung für Geheimoperationen durch den Präsidenten, direkt beteiligt waren, schwerwiegende rechtliche Fragen aufwarf. So entstand die Möglichkeit, dass der Präsident dem Vorwurf des illegalen Handelns ausgesetzt wird, wenn er von der Verschickung Kenntnis hatte und das dem Kongress nicht berichtete, wie es nach dem Arms Export Control Act (AECA) und mangels einer Genehmigung erforderlich gewesen wäre. [...] Als Meese während seiner Untersuchungen Antworten erhielt, die seine Verteidigung des Präsidenten nicht stützen, hat er sie offenbar ignoriert, wie im Fall von Außenminister George Shultz am 22. November, der ausgesagt hatte, dass der Präsident ihm gesagt hatte, schon im Voraus von der HAWK-Lieferung gewusst zu haben.“
Meese war auch wiederholt Vorwürfen ausgesetzt, sich ethisch fragwürdig zu verhalten. Zwei Mal wurde durch das Büro des Unabhängigen Staatsanwalts (Office of Independent Counsel) eine Untersuchung gegen ihn eingeleitet. Auch wenn keine dieser Untersuchungen zu einer Anklage vor einer Grand Jury führte, hielten seine Kritiker ihre Korruptionsvorwürfe aufrecht.
Heute ist Meese unter anderem Mitglied der Heritage Foundation, einer einflussreichen konservativen Denkfabrik.
Am 8. Oktober 2019 bekam er von Präsident Donald J. Trump die Presidential Medal of Freedom verliehen.